# Aparasphenodon bokermanni
Aparasphenodon bokermanni är en groddjursart som beskrevs av Pombal 1993. Aparasphenodon bokermanni ingår i släktet Aparasphenodon och familjen lövgrodor. IUCN kategoriserar arten globalt som otillräckligt studerad. Inga underarter finns listade i Catalogue of Life.